# Marchastèl (Losera)
Marchastèl (en francès Marchastel) és un municipi francès situat al departament del Losera i a la regió d'Occitània.